# Paralepistemon curtoi
Paralepistemon curtoi är en vindeväxtart som först beskrevs av Alfred Barton Rendle, och fick sitt nu gällande namn av J. Lejoly och S. Lisowski. Paralepistemon curtoi ingår i släktet Paralepistemon och familjen vindeväxter. Inga underarter finns listade i Catalogue of Life.